# Берег Марны
«Берег Марны» — картина Поля Сезанна из собрания Государственного Эрмитажа.
Картина изображает одинокий двухэтажный усадебный дом с башенкой, на берегу реки Марны, окруженный тополями и ивами с отражением в неподвижной воде.
Картина написана около 1888 года в Шантийи, куда летом 1888 года часто приезжал Сезанн из Парижа, и является яркой иллюстрацией двух главных тем, интересовавших художника в то время, — деревья и вода.
Главный научный сотрудник Отдела западноевропейского изобразительного искусства Государственного Эрмитажа, доктор искусствоведения А. Г. Костеневич в своём очерке французского искусства XIX — начала XX века отмечал, описывая картину:

…сезанновская река не может быть покрыта рябью. Она — зеркало. Листве его деревьев неведом трепет. Всё застывает, подчиняясь сверхъестественной кристаллической структуре, а эта структура, в которой выражается закономерная устроенность природы, органическая разумность сущего, располагает к длительному созерцанию. … Передать устойчивость в пейзаже, какие бы в нём ни происходили изменения, — вот одна из главных целей Сезанна. Дух его живописи призван сохранять и увековечивать величие природы.

Первоначально картина была выставлена в галерее А. Воллара, где в 1906 году была приобретена американским промышленником Генри Осборном Хэвемайером. В 1907 году Хэвемайер скончался и его коллекция по завещанию была поделена между его вдовой Луизин и Метрополитен-музеем, «Берег Марны» остался в собственности Луизин Хэвемайер. Член совета директоров аукционного дома Sotheby's Филип Хук в своём исследовании по истории галерейной торговли картинами отмечал, что поводом для продажи вдове Хэвемайера послужило то что, по её мнению, цены на картины Сезанна достигли «скандального» уровня. В июне 1909 года она, при посредничестве американской художницы Мэри Кэссетт, выставила двух своих Сезаннов (кроме «Берега Марны» ещё «Автопортрет в каскетке») на комиссионную продажу в галерее Дюран-Рюэля в Париже, который вскоре их выкупил по 7500 франков за каждого и буквально через две недели перепродал обе картины московскому купцу и коллекционеру И. А. Морозову. При этом Хук утверждает, что Морозов заплатил по 30000 франков за каждую, в то время как А. К. Костеневич отмечает, что за «Берег Марны» Морозов заплатил 18000 франков, а за «Автопортрет в каскетке» — 12000, то есть 30 тысяч за обе картины.

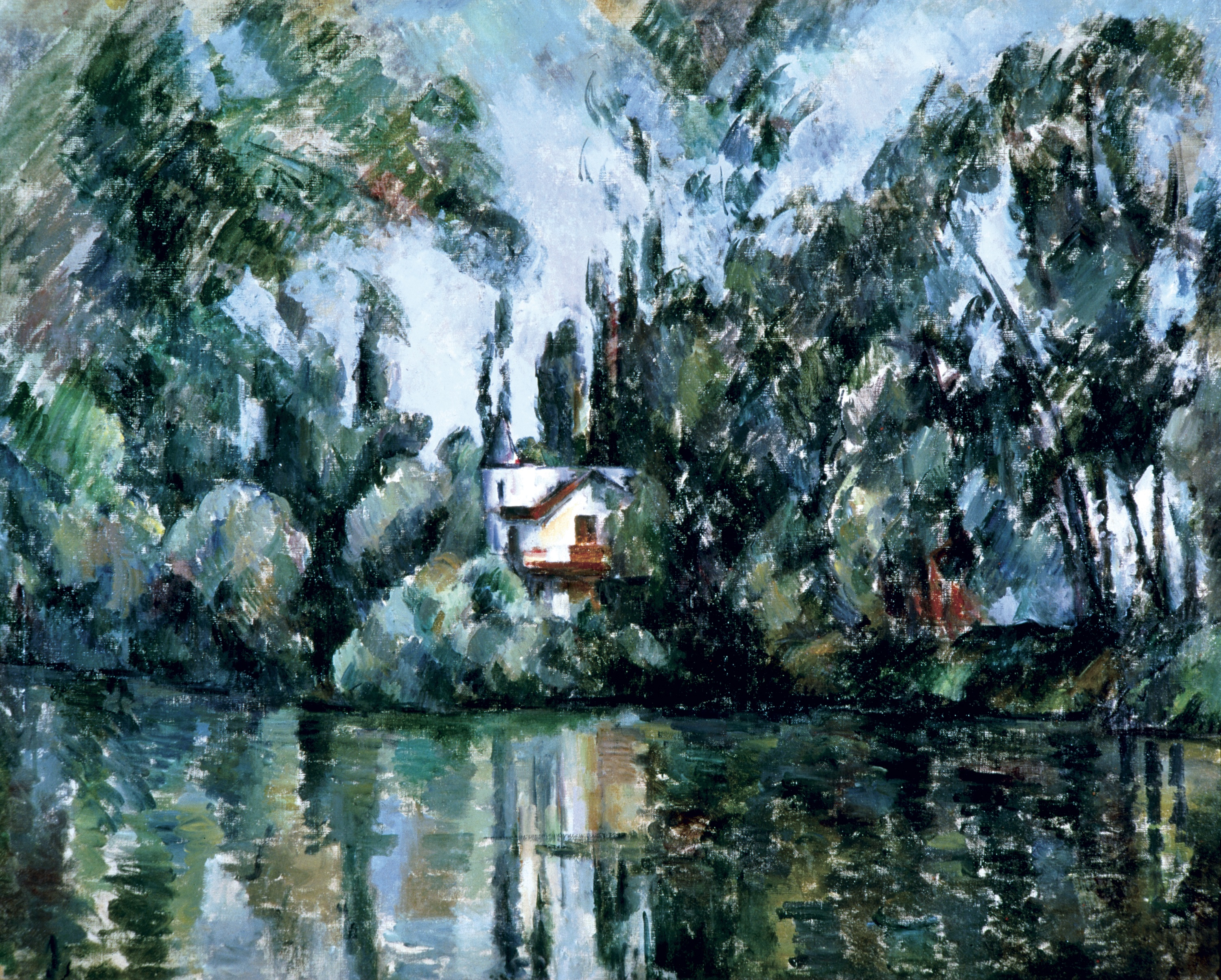
«Дом на Марне». Белый дом, Вашингтон

После Октябрьской революции собрание Морозова было национализировано, и эта картина среди прочих оказалась в Государственном музее нового западного искусства, в 1930 году была передана в Государственный Эрмитаж. С конца 2014 года выставляется в Галерее памяти Сергея Щукина и братьев Морозовых в здании Главного Штаба (зал 410).
Существует ещё две картины Сезанна с очень близким мотивом и изображением этого же дома. Одна из них находится в частной коллекции (А. Г. Костеневич ошибочно считает, что картина находится в собрании Национальной галереи искусства в Вашингтоне), другая в коллекции резиденции президентов США Белом доме. Также отмечается существование акварельного рисунка с этим же сюжетом.